# ACE (电子计算机)
自动计算机（ACE）设计为一台早期的存储程序式电子计算机。
名称中使用一词是为了向查尔斯·巴贝奇的差分机（Difference Engine）和分析机（Analytical Engine）致敬。它是艾伦·图灵应英国国家物理实验室（NPL）数学部的监督人约翰·沃默斯利（John Womersley）的邀请而设计的。

## 设计基础
图灵关于ACE的技术设计《电子计算机计划》（Proposed Electronic Calculator）是基于他1936年的理论工作和二战期间的工程经验。
1. 图灵在他1936年发表的论文《论可计算数》（On Computable Numbers）[1] 中提出了通用图灵机的概念；
2. 二战期间，图灵参与设计了巨人计算机，成功破解了德军的密码系统。

## 实现
1945年2月19日，图灵向英国国家物理实验室（NPL）执行委员会提交了一份详细文档，给出了存储程序式计算机的第一份完全可行性设计。但是，图灵已签署官方保密法案，该协议的长期保密条款严格禁止他透露巨人计算机的细节，因此他无法详细阐述怎样去实现ACE这样的电子设备。与ACE相比，EDVAC受到更多的宣传。冯·诺伊曼知晓图灵的理论工作，在他著名的（1945年6月30日）中描述了EDVAC的设计，但EDVAC被认为有着不完整的性质和一些过于简洁而缺乏来源的想法。
图灵于1945年底完成了关于ACE的报告，给出了详细的逻辑电路框图，预计制造费用为11,200英镑。他认为速度和存储器容量是关键，因此提议使用高速存储器件和大容量存储器，存储器容量预计和早期麦金塔电脑差不多。与EDVAC不同的的是，ACE实现了子例程调用，而且使用微型计算指令（Abbreviated Computer Instructions），这是程序语言的一种早期形式。ACE的制造计划原定由曾在二战中负责建造巨人计算机的英国邮政研究局工程师汤米·佛劳斯负责，但是因为他同样签署了保密协议，不能透露他在战时和战后的工作，所以无法负责ACE的制造。
图灵在NPL的同事不了解巨人计算机的成就，认为建造完整ACE的工程上太宏大。在图灵离开NPL后，威尔金森接手整个项目，建造了ACE的一个简化版本，也是第一台ACE的实现——Pilot ACE，于1950年5月10日运行了第一个程序。它比图灵先前设计的规模要小，使用了大约800个真空管，存储器是水银延迟线，它有12个延迟线，每个包含32条32位元的指令或数据，时钟频率为1MHz，这在当时的电子计算机中是最快的。
ACE的第二个实现是，由艾伦·库姆斯（Allen Coombs）和威廉·钱德勒（William Chandler）为军方建造。他们曾和佛劳斯一起在位于多利士山（多利斯山）的布莱切利园制造了十台巨人计算机，因此有丰富的工程经验。MOSAIC安装在电信科学研究院（TRE）即后来的皇家雷达研究院（RRE），1952年底或1953年初第一次运行，用来从雷达数据计算飞行器轨道，其技术细节仍是秘密。
Bendix Corporation的G15计算机使用了ACE的原理，其工程设计由哈利·赫斯金完成。他曾在1947年任职于NPL的ACE部门，并且之后参与了EDVAC的硬件设计。首台G15于1955年运行，是简单的单用户机器，有时被认为是第一台个人电脑。
Pilot ACE的商业产品是英国电气的DEUCE，共卖出了31台。第一台DEUCE于1955年春天交付使用。

## 脚注
1. ↑  Turing, A.M., , Proceedings of the London Mathematical Society, 2 42, 1936, 42: 230–651937 (and Turing, A.M., , Proceedings of the London Mathematical Society, 2 43, 1937, 43: 544–6)
2. ↑  Jonathan von Neumann and EDVAC （页面存档备份，存于），Philip Levis ,2004年11月：…due to the incomplete and terse nature of the report…